# Германско-оманские отношения
Германско-оманские отношения — двусторонние дипломатические отношения между Германией и Оманом.

## История
Политические отношения между странами дружеские и не запятнаны скандалами. В декабре 2011 года федеральный президент ФРГ Кристиан Вульф осуществил государственный визит в Оман. В мае 2014 года в Берлине были проведены переговоры между дипломатами обеих стран. В марте 2016 года министр иностранных дел Германии Франк-Вальтер Штайнмайер посетил Маскат. В октябре 2017 года министр иностранных дел Омана Юсуф бин Алави провёл политические переговоры со своим немецким коллегой в Берлине. В октябре 2017 года председатель бундестага Норберт Ламмерт открыл новое посольство Германии в Маскате.

## Торговля
Германия является одним из ключевых экономических партнеров Омана в не-нефтяном секторе. В 2017 году экспорт Германии в Оман составил сумму 916,5 млн. евро (в 2016 году — 834,1 млн евро). Экспорт Германии в Оман: транспортные средства и запчасти, фармацевтические препараты, пластмасса, промышленные химикаты и машинное оборудование. Импорт Германии из Омана в 2017 году составил сумму 38,8 млн евро (в 2016 году — 39,4 млн евро). Германия не является прямым покупателем оманской нефти и газа.
4 апреля 2010 года вступило в силу Двустороннее соглашение о поощрении и защите инвестиций. 15 августа 2012 года стороны подписали Соглашение об избежании двойного налогообложения между Оманом и Германией, но до настоящего времени оно не ратифицировано Берлином. В 2016 году совокупные прямые германские инвестиции в Оман оцениваются в 221 млн евро (в 2015 году — 42 млн евро). Растёт число германских туристов в Омане, которые занимают второе место по посещению этой страны жителями Европы, после Великобритании. В Омане постоянно проживает около 750 граждан Германии.

## Deutsch-Omanische Gesellschaft
Deutsch-Omanische Gesellschaft — зарегистрированная некоммерческая организация по содействию дружбе народов между странами, основанная 4 сентября 1992 года 30 представителями бизнеса, науки, политики и дипломатии. Одним из основателей был германский политик Отфрид Хенниг. Деятельность организации сводится к развитию отношений между двумя странами в культурной, научной и спортивной сферах.
Уставные цели организации:
- Организация семинаров и конференций в обеих странах;
- Распространение информации о культурном и научном развитии;
- Организация и поддержка взаимных визитов;
- Организация спортивных мероприятий (например, футбольных турниров);
- Организация выставок;
- Содействие сотрудничеству между Университетом Султана Кабуса и германскими университетам;
- Создание центра документации (библиотеки) в Берлине.

## Дипломатические представительства
- Германия имеет посольство в Маскате[9].
- Оман содержит посольство в Берлине[10].